# Klucze królestwa
Klucze królestwa (tytuł oryg. The Keys of the Kingdom) – amerykański dramat z 1944 roku w reżyserii Johna Stahla z Gregorym Peckiem w roli głównej. Film jest adaptacją powieści pod tym samym tytułem autorstwa Archibalda Josepha Cronina z 1941. 

## Obsada
- Gregory Peck – ksiądz Francis Chisholm
- Thomas Mitchell – Dr. Willie Tulloch
- Vincent Price – Anselm "Angus" Mealey
- Rose Stradner – matka wielebna Maria-Veronica
- Roddy McDowall – Francis Chisholm w młodości
- Edmund Gwenn – wielebny Hamish McNabb
- Cedric Hardwicke – prałat Sleeth
- Dennis Hoey – Alec Chisholm, ojciec Francisa
- Ruth Nelson – Lisbeth Chisholm, matka Francisa
- Edith Barrett – ciocia Polly Bannon
- Peggy Ann Garner – Nora, dziewczyna
- Jane Ball – as Nora, dorosła dziewczyna
- James Gleason – ksiądz Wilbur Fiske
- Anne Revere – Agnes Fiske
- Benson Fong – Joseph
- Leonard Strong – Mr. Chia
- Philip Ahn – Mr. Pao

## Fabuła
Film opowiada historię szkockiego księdza Francisa Chisholma, który zostaje wysłany na misję do Chin.

## Nagrody i nominacje
Nagroda Akademii Filmowej:
- najlepszy aktor pierwszoplanowy – Gregory Peck (Nominacja)
- najlepszy muzyka w dramacie lub komedii – Alfred Newman (Nominacja)
- Najlepsza scenografia – filmy czarno-białe – James Basevi, William S. Darling, Thomas Little i Frank E. Hughes (Nominacja)
- Najlepsze zdjęcia – filmy czarno-białe – Arthur C. Miller (Nominacja)